# Bistum Wilmington
Das Bistum Wilmington (lat.: Dioecesis Wilmingtoniensis) ist eine in den Vereinigten Staaten gelegene römisch-katholische Diözese mit Sitz in Wilmington, Delaware. Es umfasst neben dem gesamten Bundesstaat Delaware auch die Teile von Maryland östlich der Chesapeake Bay, somit den gesamten Norden der Delmarva-Halbinsel.

## Geschichte
Die erste römisch-katholische Missionsstation in Delaware wurde in New Castle County 1804 gegründet, während es in einem Teilgebiet von Maryland (östlich der Chesapeake Bay) bereits im 17. Jahrhundert römisch-katholische Siedler gegeben hat.
Das Bistum Wilmington wurde am 3. März 1868 durch Papst Pius IX. aus Gebietsabtretungen des Erzbistums Baltimore und des Bistums Philadelphia errichtet. Es wurde dem Erzbistum Baltimore als Suffraganbistum unterstellt. 1974 wurden die zwei Landkreise von Virginia östlich der Chesapeake Bay aus dem Bistum ausgegliedert und dem Bistum Richmond zugeteilt.
Am 19. Oktober 2009 meldete das Bistum als siebte US-Diözese beim zuständigen Gericht Insolvenz an und beantragte Gläubigerschutz. Hintergrund sind anhängige Zivilverfahren infolge sexuellen Missbrauchs von Personen durch Diözesanangestellte.

## Territorium
Das Bistum Wilmington umfasst den Bundesstaat Delaware und die Gebiete Caroline County, Cecil County, Dorchester County, Kent County, Queen Anne’s County, Somerset County, Talbot County, Wicomico County und Worcester County im Bundesstaat Maryland.

## Bischöfe von Wilmington
- 1868–1886 Thomas Andrew Becker, dann Bischof von Savannah
- 1886–1896 Alfred Allen Curtis
- 1897–1925 John J. Monaghan
- 1925–1960 Edmond John Fitzmaurice
- 1960–1967 Michael William Hyle
- 1968–1984 Thomas Joseph Mardaga
- 1985–1995 Robert Edward Mulvee, dann Koadjutorbischof von Providence
- 1995–2008 Michael Angelo Saltarelli
- 2008–2021 William Francis Malooly
- seit 2021 William Koenig